# 索引顏色
索引顏色是一種以有限的方式管理数字图像顏色的技術，以節省電腦內存和文件存儲，同時加速顯示刷新和文件傳輸。它是矢量量化壓縮的一種形式。
第一個支持調色板顏色的設備是隨機訪問帧缓冲器，由Kajiya，Sutherland和Cheadle於1975年發表。

## 註解
1. ↑  http://portal.acm.org/citation.cfm?id=281022
2. ↑  James Kajiya; Ivan Sutherland; Edward Cheadle, , IEEE Conf on Computer Graphics, Pattern Recognition and Data Structures, 1975: 1–6

## 外部連結
- Introduction to indexed color images （页面存档备份，存于）